# Джеймс Троїсі
Джеймс Троїсі (англ. James Troisi, нар. 3 липня 1988, Аделаїда) — австралійський футболіст, півзахисник та нападник «Зюлте-Варегема» та національної збірної Австралії.

## Клубна кар'єра

### Ранні роки
Народився 3 липня 1988 року в місті Аделаїда в родині італійця та гречанки. Вихованець юнацьких команд «Вест Торренс Біркалья» та «Аделаїда Сіті». 2005 року перейшов до академії англійського «Ньюкасл Юнайтеда».

### «Ньюкасл Юнайтед»

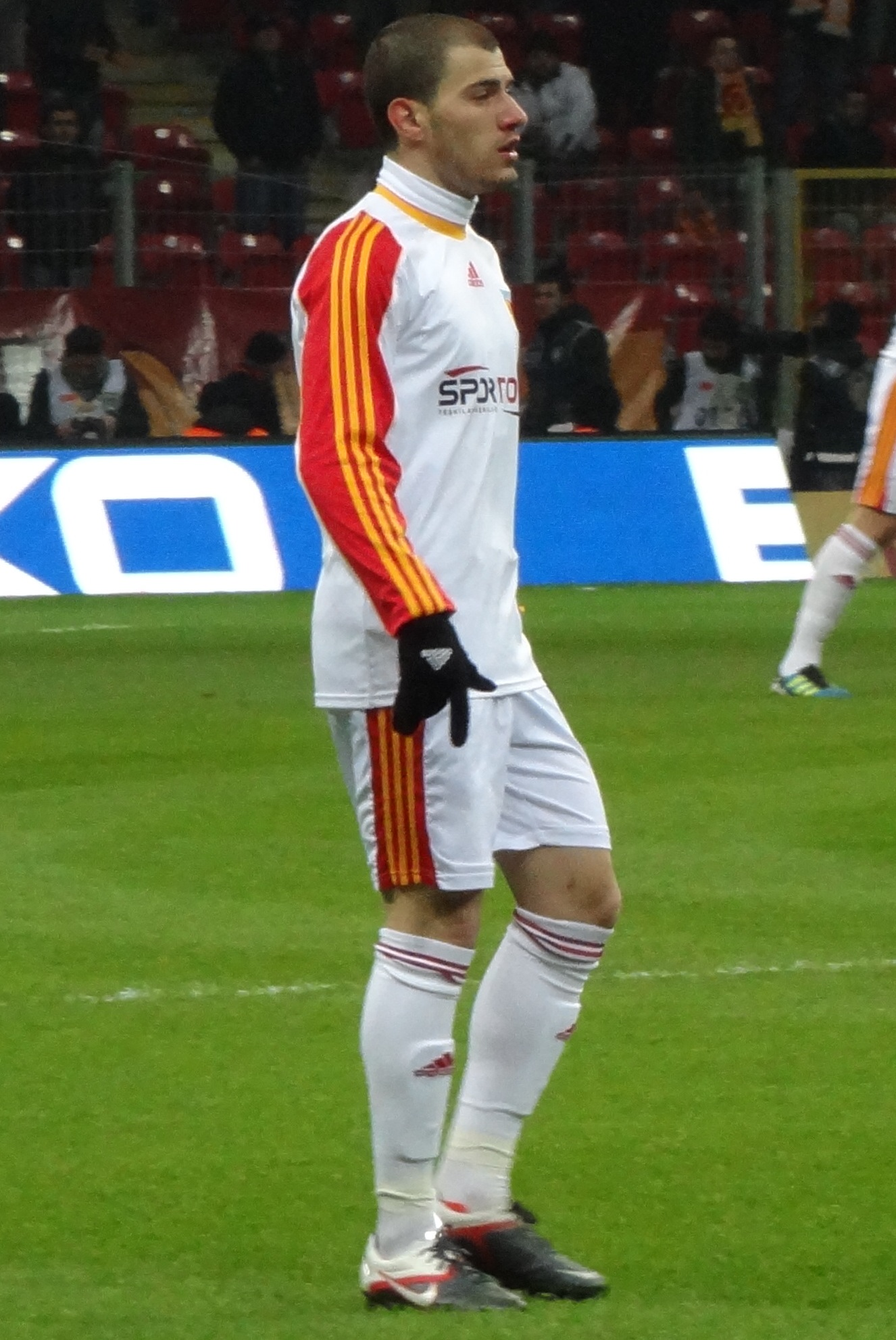
Троїсі у складі «Кайсеріспора»

У січні 2007 року Троїсі підписав свій перший професійний контракт з англійським «Ньюкасл Юнайтед». Він брав участь у товариських матчах в міжсезонні, а також регулярно опинявся на лаві запасних у матчах Прем'єр ліги та Кубка УЄФА, але офіційний дебют за клуб так і не відбувся. Інтерес до Джеймса проявляли англійські, іспанські клуби та голландська «Рода».

### «Генчлербірлігі»
У серпні 2008 року Джеймс перейшов в турецький «Генчлербірлігі», підписавши контракт на три роки. 14 вересня в матчі проти «Ескішехірспора» він дебютував в турецькій Суперлізі. 25 жовтня в поєдинку проти «Денізліспора» Троїсі забив свій перший м'яч за клуб. 24 січня 2009 року в зустрічі проти «Кайсеріспора» Джеймс зробив хет-трик.

### «Кайсеріспор»
У липні 2009 року Джеймс підписав чотирирічний контракт з «Кайсеріспором». 9 серпня в матчі проти свого колишнього клубу «Генчлербірлігі» він дебютував за нову команду. 15 жовтня 2011 року в матчі проти «Бешикташа» Троїсі забив свій перший гол за клуб. У цьому ж сезоні з 10 м'ячами він став найкращим бомбардиром команди.
Всього за команду з Кайсері відіграв три сезони своєї ігрової кар'єри. Більшість часу, проведеного у складі «Кайсеріспора», був основним гравцем команди.

### «Аталанта»
22 серпня 2012 року італійський «Ювентус» підписав з Троїсі контракт на чотири роки, але одразу ж продав в «Аталанту», як частина компенсації за перехід Маноло Габбьядіні. 26 серпня в матчі проти римського «Лаціо» Джеймс дебютував в Серії А, вийшовши на заміну замість Есекьєля Скелотто..
Проте закріпитись в складі «Аталанти» Троїсі не зумів, зігравши за сезон лише у 6 матчах чемпіонату і двох кубка. Через це 24 вересня 2013 року був відданий в річну оренду в «Мельбурн Вікторі». Всього за сезон встиг відіграти за мельбурнський клуб 29 матчів в національному чемпіонаті та 6 у кубку, після чого повернувся в Бергамо.

### «Зюлте-Варегем»
30 серпня 2014 року Троїсі приєднався до бельгійського клубу «Зюлте-Варегем», де став основним гравцем. 

### «Аль-Іттіхад»
31 серпня 2015 року на правах оренди перейшов до саудівського клубу «Аль-Іттіхад».

## Виступи за збірні
2008 року у складі молодіжної збірної Австралії Троїсі взяв участь у Олімпійських іграх в Пекіні. На турнірі він зіграв у матчах групового етапу проти команд Кот-д'Івуару  і Аргентини. 
22 березня 2008 року в матчі проти збірної Сінгапуру Джеймс дебютував за національну збірну Австралії. 5 червня 2011 року в товариському поєдинку проти збірної Нової Зеландії Троїсі забив свій перший м'яч за національну команду, реалізувавши пенальті наприкінці зустрічі.
2014 року потрапив у заявку збірної на чемпіонат світу в Бразилії.
Наразі провів у формі головної команди країни 16 матчів, забивши 1 гол.

## Статистика виступів

### Статистика клубних виступів
| Сезон                   | Команда                 | Чемпіонат               | Чемпіонат | Чемпіонат | Кубок | Кубок | Кубок | Континентальні кубки | Континентальні кубки | Континентальні кубки | Усього | Усього |
| Сезон                   | Команда                 | Ліга                    | Ігор      | Голів     | Ліга  | Ігор  | Голів | Ліга                 | Ігор                 | Голів                | Ігор   | Голів  |
| ----------------------- | ----------------------- | ----------------------- | --------- | --------- | ----- | ----- | ----- | -------------------- | -------------------- | -------------------- | ------ | ------ |
| 2008-09                 | «Генчлербірлігі»        | СЛ                      | 29        | 6         | КТ    | 1     | 0     | —                    | —                    | —                    | 30     | 6      |
| 2009-10                 | «Кайсеріспор»           | СЛ                      | 24        | 0         | КТ    | 1     | 0     | —                    | —                    | —                    | 25     | 0      |
| 2010-11                 | «Кайсеріспор»           | СЛ                      | 14        | 0         | КТ    | 0     | 0     | —                    | —                    | —                    | 14     | 0      |
| 2011-12                 | «Кайсеріспор»           | СЛ                      | 26        | 10        | КТ    | 3     | 1     | —                    | —                    | —                    | 29     | 11     |
| Усього за «Кайсеріспор» | Усього за «Кайсеріспор» | Усього за «Кайсеріспор» | 64        | 10        |       | 4     | 1     |                      |                      |                      | 68     | 11     |
| 2012-13                 | «Аталанта»              | A                       | 6         | 0         | КІ    | 2     | 0     | —                    | —                    | —                    | 8      | 0      |
| 2013-14                 | «Мельбурн Вікторі»      | АЛ                      | 29        | 12        | —     | —     | —     | ЛЧ                   | 6                    | 3                    | 35     | 15     |
| Усього за кар'єру       | Усього за кар'єру       | Усього за кар'єру       | 128       | 28        |       | 7     | 1     |                      | 6                    | 3                    | 141    | 32     |

### Статистика виступів за збірну
| Дата       | Місто    | Господарі | Результат | Гості             | Турнір            | Голи | Примітки |
| ---------- | -------- | --------- | --------- | ----------------- | ----------------- | ---- | -------- |
| 22/03/2008 | Сінгапур | Сінгапур  | 0 – 0     | Австралія         | товариський матч  | -    |          |
| 23/05/2008 | Сідней   | Австралія | 1 – 0     | Гана              | товариський матч  | -    | 64'      |
| 22/06/2008 | Сідней   | Австралія | 0 – 1     | КНР               | Відбір до ЧС 2010 | -    | 83'      |
| 05/06/2011 | Аделаїда | Австралія | 3 – 0     | Нова Зеландія     | товариський матч  | 1    |          |
| 07/06/2011 | Мельбурн | Австралія | 0 – 0     | Сербія            | товариський матч  | -    | 46'      |
| 10/08/2011 | Кардіфф  | Уельс     | 1 – 2     | Австралія         | товариський матч  | -    | 70'      |
| 02/09/2011 | Брисбен  | Австралія | 2 – 1     | Таїланд           | Відбір до ЧС 2014 | -    | 90'      |
| 08/10/2011 | Канберра | Австралія | 5 – 0     | Малайзія          | товариський матч  | -    | 46'      |
| 29/02/2012 | Мельбурн | Австралія | 4 – 2     | Саудівська Аравія | Відбір до ЧС 2014 | -    | 63'      |
| Усього     |          | Матчів    | 9         |                   | Голів             | 1    |          |

## Титули і досягнення
- Володар Кубка Австралії (1):

«Аделаїда Юнайтед»: 2019
- Володар Кубка Азії: 2015